# Arthur Birch-Hirschfeld
Arthur Birch-Hirschfeld (ur. 10 września 1871 w Dreźnie, zm. 31 stycznia 1945 w Gdańsku) – niemiecki profesor okulistyki i rektor Uniwersytetu w Królewcu.

## Życiorys
Arthur Birch-Hirschfeld był synem lekarza patologa Felixa Victora Birch-Hirschfelda. Studiował medycynę na Uniwersytecie w Lipsku oraz na Uniwersytecie Ludwika i Maksymiliana w Monachium. W 1896 uzyskał uprawnienia do wykonywania zawodu lekarza. Następnie na uniwersytecie w Lipsku uzyskał stopień doktora medycyny. Następnie pracował jako lekarz asystent w placówkach w Lipsku. W 1900 roku uzyskał w Lipsku habilitację, w 1906 został mianowany profesorem nadzwyczajnym na Uniwersytecie w Lipsku. 
W 1915 roku otrzymał katedrę okulistyki na Uniwersytecie Albrechta w Królewcu. Pod jego kierownictwem klinika uniwersytecka cieszyła się dużą renomą w kraju i za granicą
W roku akademickim 1932/1933 był rektorem uniwersytetu. W 1936 przeszedł na emeryturę, nadal prowadząc praktykę lekarską. 
W  końcu sierpnia 1944 jego dom w Królewcu został zniszczony wskutek bombardowań lotnictwa sowieckiego, on sam został raniony odłamkami okna w głowę. Po tym zdarzeniu przeniósł się wraz z żoną do córki Anneliese Triller, mieszkającej we Fromborku. Nadal jednak jeździł dwa razy w tygodniu do Królewca, gdzie prowadził praktykę okulistyczną.
31 stycznia 1945 zmarł w Gdańsku na atak serca w wieku 73 lat, w czasie ucieczki przed zbliżającym się frontem Armii Czerwonej.